# 韩国检察厅
检察厅（：／ Geomchalcheong */?）是韩国政府韩国法务部下属的检察机构，成立於1948年，在韓國全国各地设有地方檢察廳，与韩国大法院及其分院合作。
2022年4月30日，韓國國會通過《检察厅法》修正案。5月3日，韓國国会又通過《刑事诉讼法》修正案。兩項法案旨在分离检方侦查权与起诉权。4个月后韓國检察机关将禁止直接侦办六大犯罪案件中除腐败犯罪和经济犯罪外涉公职者、军工项目、重大事故的案件。检察机关对选举犯罪的侦查权保留至2022年年底，而且韓國檢方也無權另案侦查。

## 組織
- 韓國大檢察廳
- 首爾高等检察厅
  - 首爾中央地方检察厅
  - 首爾東部地方检察厅
  - 首爾西部地方检察厅
  - 首爾南部地方检察厅
  - 首爾北部地方检察厅
  - 議政府地方检察厅：高陽支厅
  - 仁川地方检察厅：富川支厅
  - 水原地方检察厅：城南支厅、驪州支厅、平澤支厅、安山支厅、安養支厅
  - 春川地方检察厅：江陵支厅、原州支厅、束草支厅、寧越支厅
- 大田高等检察厅
  - 大田地方检察厅：洪城支厅、公州支厅、論山支厅、瑞山支厅、天安支厅
  - 清州地方检察厅：忠州支厅、堤川支厅、永同支厅
- 大邱高等检察厅
  - 大邱地方检察厅：西部支厅、安東支厅、慶州支厅、金泉支厅、尚州支厅、義城支厅、盈德支厅、浦項支厅
- 釜山高等检察厅
  - 釜山地方检察厅：東部支廳
  - 昌原地方检察厅：晋州支厅、統營支厅、密陽支厅、居昌支厅、馬山支厅
  - 蔚山地方检察厅
- 光州高等检察厅
  - 光州地方检察厅：木浦支厅、長興支厅、順天支厅、海南支厅
  - 全州地方检察厅：群山支厅、井邑支厅、南原支厅
  - 濟州地方检察厅